# Provinz Xieng Khouang

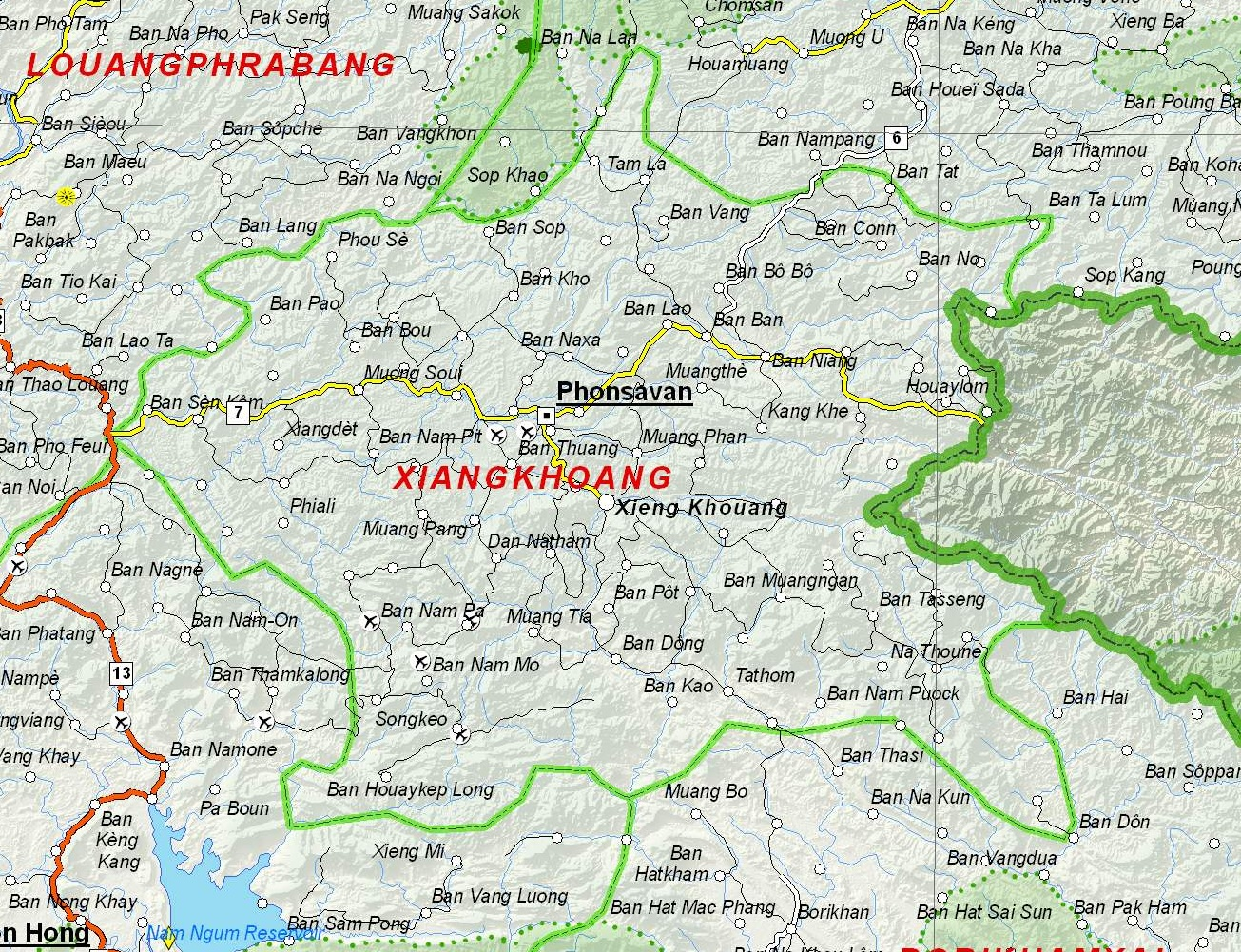
Übersichtskarte der Provinz

Xieng Khouang (laotisch ຊຽງຂວາງ, thai เชียงขวาง, ALA-LC: Sīang Khwāng, Aussprache: [síəŋ kʰwǎːŋ], auch Xiengkhouang, Xiengkhuang, Xiangkhoang, Xieng Khuang, Xieng Khwang, Chiang Khwang oder Sieng Khwang) ist eine Provinz im Nordosten von Laos. Die Einwohnerzahl beträgt 267.000 (Stand: 2020). Während des Laotischen Bürgerkrieges, einem Nebenschauplatz des Vietnamkriegs, wurde sie stark bombardiert.
In der Provinz befindet sich die berühmte Ebene der Steinkrüge. Außerdem befinden sich die drei höchsten Berge von Laos mit Höhen bis zu 2850 Metern (Phu Bia) in dieser Provinz.

## Geographie
Benachbarte Provinzen sind (von Süden im Uhrzeigersinn): Bolikhamsai, Saysomboun, Luang Prabang und Houaphan. Im Osten grenzt Xieng Khouang an die Provinzen Thanh Hóa und Nghệ An von Vietnam. Hauptstadt der Provinz und größte Stadt ist Phonsavan, die zweitgrößte Stadt ist die ehemalige Hauptstadt Muang Khoun.

## Verkehr
Lao Airlines verbindet vier Mal wöchentlich den örtlichen Flughafen (IATA-Code XKH) nahe der Provinzhauptstadt Phonsavan mit der Hauptstadt Vientiane.
Die Nationalstraße 7 bietet eine Ost-West-Verbindung durch die Provinz an: Sie beginnt im Osten an der Grenze zu Vietnam an der Grenzstation Nong Het und führt von dort in westlicher Richtung bis Luang Prabang. Die Nationalstraße 6 beginnt an der Kreuzung mit der Nationalstraße 7 in Muang Kham und führt von dort aus in nordöstlicher Richtung bis zur vietnamesischen Grenze im Nordosten der Provinz Houaphan. Mittlerweile ist die Straße von Phonsavan nach Süden 1D durchgehend asphaltiert und es wurden Brücken gebaut, sodass keine Flussdurchfahrten mehr notwendig sind.

## Geschichte

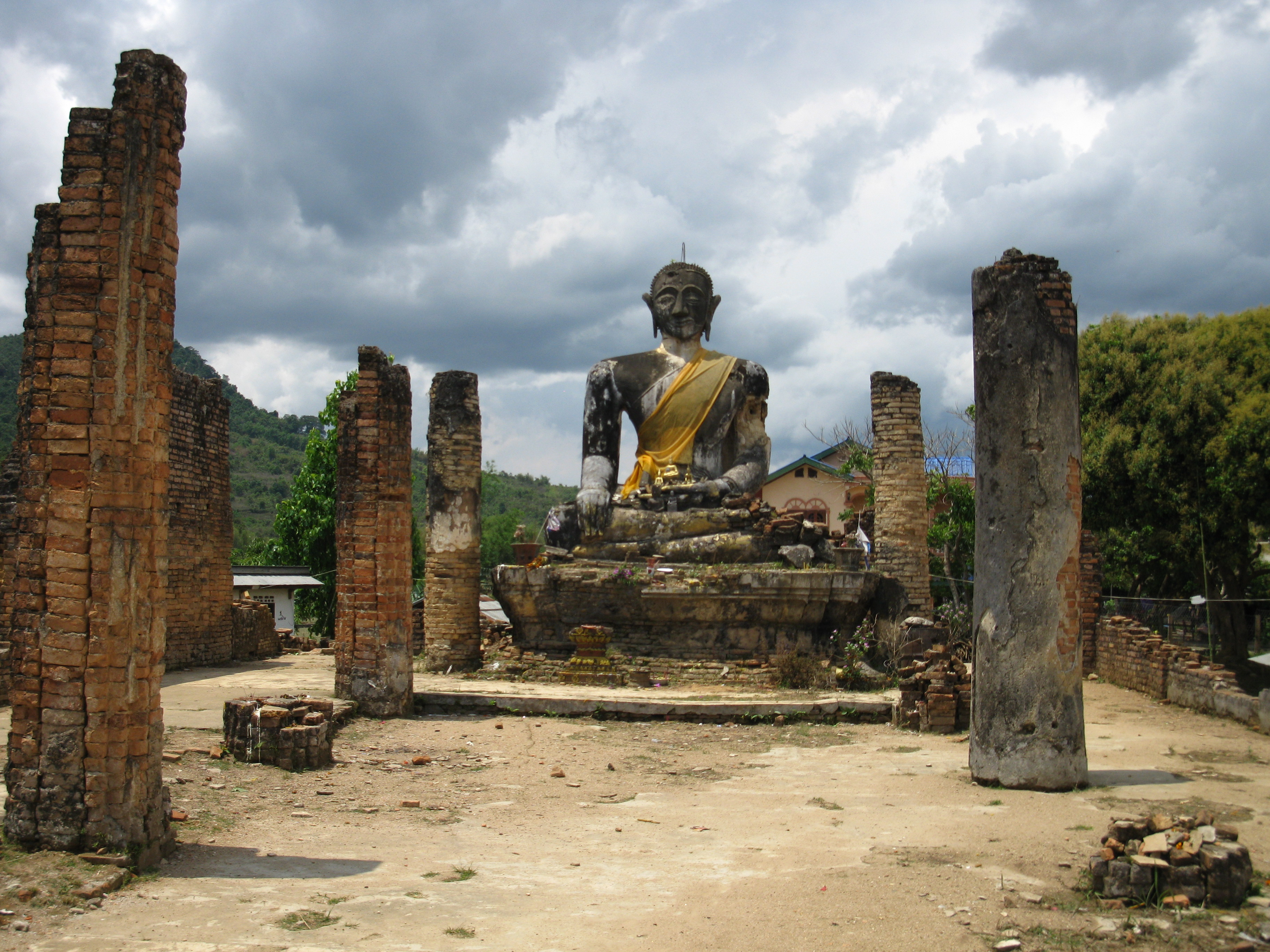
Tempelruine Wat Phia Wat in der alten Hauptstadt Xieng Khouang (heute Muang Khoun)

Ursprüngliche Bewohner und Schöpfer der in der „Ebene der Steinkrüge“ lagernden, auf die Eisenzeit datierten megalithischen Stätten waren vermutlich Vorfahren oder Verwandte des heutigen Volks der Khmu (oder Lao Theung). Später übernahm das Tai-Volk der Phuan die Kontrolle über das Gebiet. Sie bildeten das Stammesfürstentum Müang Phuan oder Xieng Khouang. Der Legende nach wurde es von Chet Cheuang, dem jüngsten Sohn des mythischen Stammvaters der Tai-Völker, Khun Borom, gegründet.
Um 1350 wurde es von Fa Ngum, dem Gründer des Königreichs Lan Xang, eingenommen und gehörte während der folgenden Jahrhunderte (mit Unterbrechungen) zu dessen Mandala (Einflussbereich). Es behielt jedoch seine eigenen Fürsten, die den Königen von Lan Xang als Vasallen zu Tribut verpflichtet waren. 1480 verwüstete eine vietnamesische Armee Xieng Khouang, als Bestrafung für dessen Allianz mit Lan Xang und aus Rache für den missglückten Versuch, das Fürstentum zu einer Provinz des eigenen Reiches zu machen. Während der folgenden Jahrhunderte gab es immer wieder Versuche, Xieng Khouang der vietnamesischen Oberherrschaft zu unterwerfen. Um 1651/52 ist ein Aufbegehren gegen Lan Xang dokumentiert, indem der damalige Fürst von Xieng Khouang sich weigerte, König Sulinyavongsa seine Tochter zur Frau zu geben. Dessen Armee verwüstete daraufhin das Land der Phuan und verschleppte etwa 500 Familien in seinen direkten Herrschaftsbereich.
Infolge der Aufteilung von Lan Xang in mehrere Fürstentümer 1707 erhielt Xieng Khouang zunächst wieder weitgehende Autonomie. Im 19. Jahrhundert war es jedoch mehrfach Gegenstand von Kämpfen zwischen Siam, Vietnam und den laotischen Staaten um die Vorherrschaft. Dabei wurden tausende von Phuan-Familien als Arbeitskräfte von den jeweils siegreichen Armeen verschleppt, unter anderem in das heutige Thailand. Nach der gescheiterten Rebellion des Königs Anuvong von Vientiane gegen die siamesische Oberherrschaft 1827/28 versuchte Vietnam erneut, die Kontrolle über das Gebiet zu erhalten, das es als vietnamesische Provinz Tran Ninh betrachtete. Dies stieß jedoch auf Widerstand sowohl der ansässigen Phuan, als auch Siams.  1872 wurde das Gebiet von Ho-Rebellen der Schwarzen Flaggen überrannt (Ho-Kriege). 1883 bis 1885 führte Siam einen Feldzug hierher und nach Luang Prabang, um seine Oberherrschaft über das Gebiet zu sichern. 1893 musste es dieses jedoch infolge des Französisch-Siamesischen Vertrags abtreten. Xieng Khouang wurde zunächst französisches Protektorat, 1899 wurde es dann vollends in Französisch-Laos eingegliedert. 1941 wurde Xieng Khouang Teil des (unter französischem Protektorat stehenden) Königreich Luang Prabang, als Ausgleich für die Gebiete, die dieses infolge des Französisch-Thailändischen Krieges verloren hatte.
Im Laotischen Bürgerkrieg geriet Xieng Khouang im Dezember 1960 unter Kontrolle der neutralistischen Truppen des Generals Kong Le im Verbund mit den prokommunistischen Pathet Lao. Von Januar 1961 bis Mitte 1962 war der kleine Ort Khang Khai in der Nähe von Xieng Khouang Sitz der neutralistischen Gegenregierung von Prinz Souvanna Phouma. Nachdem Kong Les Einfluss zurückging und sich seine neutralistischen Truppen gespalten hatten, blieb die Provinz eine Bastion der Pathet Lao. Von 1964 bis 1973 war sie heftigsten Flächenbombardements der amerikanischen Luftwaffe ausgesetzt, wodurch die Region stark verwüstet wurde. Ein Großteil der insgesamt 260 Millionen in dieser Zeit über Laos abgeworfenen Bomben traf diese Provinz. Da fast ein Drittel davon nicht sofort explodierten, stellen Blindgänger bis in die Gegenwart ein ernstes Problem dar. Nach dem Ende des Krieges und der Gründung der Demokratischen Volksrepublik Laos gab es den Vorschlag, in Phonsavan die neue Hauptstadt des Landes zu errichten. Dies wurde zwar nicht umgesetzt, Phonsavan bekam jedoch mit sowjetischer und vietnamesischer Unterstützung einen größeren Flugplatz.

## Bevölkerung
Die Bevölkerung besteht vorwiegend aus Phuan, sogenannten Lao Soung (vor allem Hmong) sowie Khmu. Lao sind hier in der Minderheit. Außerdem vertreten sind Tai Daeng („Rote Tai“), Tai Meuy und Tai Nüa.

## Kultur
Der Xieng-Khouang-Stil ist der älteste unter den laotischen Tempelbaustilen. Er zeichnete sich durch einen ausladenden Dachvorsprung und eine einzige Dachlinie aus. Später wurde er zum Luang-Prabang-Stil weiterentwickelt.

## Verwaltungsgliederung
Die Provinz besteht (Stand: 2013) aus den folgenden acht Distrikten (ເມືອງ – [mʉ̄aṅ]):
| Code  | Distrikt | Lao        |
| ----- | -------- | ---------- |
|       |          |            |
| 09-01 | Pek      | ເມືອງແປກ    |
| 09-02 | Kham     | ເມືອງຄຳ     |
| 09-03 | Nonghed  | ເມືອງໜອງແຮດ |
| 09-04 | Khoune   | ເມືອງຄູນ     |
| 09-05 | Morkmay  | ເມືອງໝອກໃໝ່  |
| 09-06 | Phookood | ເມືອງພູກູດ    |
| 09-07 | Phaxay   | ເມືອງຜາໄຊ   |
| 09-08 | Thatom   | ເມືອງທ່າໂທມ  |

Hinweis: Der Distrikt Thatom wurde im Januar 2006 der Provinz Xieng Khouang zugeordnet, als die Sonderzone Saysomboun aufgelöst wurde. 2013 wurde die ehemalige Sonderzone als Provinz Saysomboun neugegründet.

## Söhne und Töchter der Provinz
- Faydang Lobliayao (1910–1986), Hmong-Guerilla- und Pathet-Lao-Führer, nach 1975 Vizepräsident der Obersten Volksversammlung und der Laotischen Front für Nationalen Aufbau
- Vang Pao (1929–2011), General der königlich-laotischen Armee und Organisator der vorwiegend aus Hmong-Guerillas bestehenden „Geheimarmee“ der CIA im Laotischen Bürgerkrieg
- Chanty Deuansavanh (* 1940), Journalist und Schriftsteller, S.E.A. Write Award 1999
- Bounpheng Mounphoxay (* 1948), kommunistische Politikerin, Gouverneurin von Xieng Khouang (erste Frau an der Spitze einer Provinz), Mitglied des Zentralkomitees der LRVP